# Дашиев, Арья Цыренович
Арья́ Цыре́нович Даши́ев (бур.  Дашиев Сэрэнэй Арьяа; 1938—2008) — советский бурятский кинорежиссёр и сценарист, Заслуженный деятель искусств Бурятии. Большую часть фильмов снял на киностудии «Мосфильм».

## Биография
Родился 25 марта 1938 года в селе Харлун Бичурского аймака Бурят-Монгольской АССР. После окончания школы поступил во ВГИК. Его наставниками были Ефим Дзиган и Лев Свердлин. После окончания института в 1965 году начал работать на киностудии «Мосфильм», был ассистентом режиссёра Михаила Швейцера на съёмках фильма «Время, вперёд!».
В 1976 году снимает свой первый фильм «Три солнца», рассказывающий о жизни тружеников села в Бурятии. В 1981 году — кинодетектив «Крик тишины». Последним фильмом, снятым на «Мосфильме», был исторический фильм «Утро обречённого прииска», вышедший на экраны в 1985 году. Во всех этих фильмах Дашиев был ещё и соавтором сценария.
В его фильмах играли Юрий Соломин, Иван Лапиков, Иван Рыжов, Зинаида Кириенко, Борис Щербаков, Борис Невзоров.
Несколько фильмов Дашиев снял на других киностудиях: «Край моей судьбы» («Монголкино»), «Бессонница» («Казахфильм»), «Берег спасения» (совместный фильм советских и северокорейских кинематографистов). Дашиев участвовал в съёмках документального кино о Байкале под эгидой ЮНЕСКО.
Кроме киносценариев писал стихи и пьесы.
В 2002 году за большой вклад в развитие цивилизаций кочевых народов награждён монгольским орденом Чингисхана. За вклад в культуру Бурятии присвоено звание Заслуженный деятель искусств Бурятии.
Умер в октябре 2008 года в Москве.

## Фильмография
- «Три солнца» (1976)
- «Крик тишины» (1981)
- «Утро обречённого прииска» (1985)
- «Берег спасения» (1990)
- «Край моей судьбы» («Монголкино»)
- «Бессонница» («Казахфильм»)
- Документальный сериал о Байкале (под эгидой ЮНЕСКО)

## Награды
- Заслуженный деятель искусств Бурятии
- Орден Чингисхана